# Ligne
La ligne (termine che in francese significa linea) è un'unità di lunghezza adoperata in Francia prima dell'adozione del sistema metrico nel tardo Settecento. È utilizzata dai produttori di orologi da polso francesi e svizzeri per misurare il diametro del movimento di un orologio.
La ligne viene indicata con la lettera L o con il simbolo del triplo primo (‴), ed equivale a 2,2558291 mm  (1 mm = 0,443296 ligne). Dodici ligne formano un pollice francese (27,07 mm).